# Массовое убийство в Большеорловском
Массовое убийство в Большеорловском — преступление, произошедшее в посёлке Большеорловское, в Нижегородской области. При нападении четыре человека погибли, ещё двое были ранены. Преступник, 18-летний Даниил Монахов, покончил жизнь самоубийством.

## Предыстория
Большеорловское — посёлок в Городском округе Бор Нижегородской области России. Расположен в близи истока реки Нестериха, левом притоке Ватомы, между болотами Круглое, Большое и Берёзовое. По состоянию на 2010 год, в посёлке проживало 836 человек. По рассказам жителей посёлка, все друг друга хорошо знают.

## Даниил Монахов
Даниил Михайлович Монахов родился 6 июня 2002 года, на момент преступления ему было 18 лет. В школе был нелюдим и необщителен, учился слабо. Имел врождённый порок сердца. Жил в полной семье и имел сестру, младшую его на семь лет.
Конечно над ним посмеивались из-за его нелюдимости, но не издевались, не оскорбляли. Скорее мы с юмором смотрели на него и не воспринимали всерьёз. Все были в курсе, что он из хорошей семьи, он нормально выглядел, ходил с хорошим телефоном и всё такое. Просто был не такой, как мы...Бывшая одноклассница Даниила Монахова
С февраля 2019 года состоял на внутришкольном учёте, после того как высказался о намерении повторить «Колумбайн».
Изучая его страницу в социальной сети, классный руководитель и замдиректора обратили внимание на его интерес к нападениям на школы. У него на странице были соответствующие записи. Кроме того, своим одноклассникам он говорил, что мечтает купить оружие и взрывчатку.Департамент образования администрации Нижнего Новгорода
В сентябре 2020 года поступил в Нижегородское профессиональное училище-интернат социального обслуживания (училище-интернат для детей с инвалидностью) на специальность «Мастер по обработке цифровой информации».
Известно, что на совершеннолетие сына, отец Монахова купил ему охотничье гладкоствольное ружьë, поскольку тот "проявлял интерес к охоте" и 17 сентября 2020 года Монахов оформил на себя ружьë. Второе ружьё, использовавшееся при стрельбе, принадлежало его отцу. 
За день до происшествия Даниил поехал в Большеорловское, чтобы сходить на охоту в лес.

## Массовое убийство
В этот день Даниил приехал к бабушке и уже собирался возвращаться в город. Она пошла его провожать. Подъехал автобус, он отпросился в туалет. Бабушка пошла за ним, и вот тут, на углу, он вышел из подъезда ей навстречу и выстрелил.Местная жительница
Первой жертвой стрелка стала его 63-летняя бабушка, которая попыталась остановить юношу с двумя ружьями и 40 патронами. Женщина скончалась спустя месяц. Дальше молодой человек выстрелил в спину Сергея Напылова, мужчина погиб на месте. Затем Монахов стал стрелять по окнам дома № 1. Никто в здании не пострадал. Затем нападавший пошёл в сторону остановки, где ранил Валентину Жогонову, и открыл огонь по рейсовому автобусу с людьми стоявшему там же, но благодаря водителю, вовремя нажавшему на газ, никто в автобусе не пострадал.. Дальше пошёл по улице вдоль домов и стреляя во все стороны, зашёл во двор, где ранил Виктора Артюхина и убил Николая Селезнёва с Андреем Тихомировым. Позже стрелок скрылся в лесу возле дач, где были слышны выстрелы примерно в 04:50. В 07:12 нападавший был обнаружен мёртвым в 200 метрах от места преступления сотрудниками Росгвардии.
Полагается, что изначально Даниил якобы планировал совершить вооружённое нападение на своё учебное заведение, но плану помешала его бабушка

## Реакция
Глеб Никитин, губернатор Нижегородской области, поручил оказать матпомощь близким родственникам погибших в результате ЧП. Им выплатят по 200 тысяч рублей. Пострадавшие при стрельбе получат компенсации в размере 100 тысяч рублей.
В посёлке, на местах, где были убиты люди, организовали импровизированные мемориалы с цветами.